# طريف (محافظة الرين)
هي إحدى المناطق السكنية في حصاة قحطان، تقع هجرة طريف في غرب جبل حصاة قحطان (الحصاة الشماليه) وهي تابعة اداريا لمحافظة الرين.

## السطح
تترتفع عن سطح البحر بحوالي 980م وسطحها سهل منبسط، وإلى الشرق منها يوجد جبل الحصاة الذي يعتبر اعلى جبل في منطقة الرياض، وينبع شعيب طريف الكبير من شرق القرية من جبل الحصاة ويتجه إلى الشمال الغربي مرورا بهجرة طريف ثم يتجه إلى الشمال نفود السرة.

## الطرق
ترتبط هجرة طريف بطريق من الشمال قادم من مدينة الحفيرة وطريق السرداح حيث تبعد عن الحفيرة بحوالي 38 كم، ويمتد الطريق جنوبا إلى تقاطع مفرق هجرة دراويش ومويسل مع الخط القادم من المطبقة والحفيرة وطريق الرين.

## اقرب المدن
- مدينة الحفيرة 38 كم
- هجرة دراويش 27 كم
- المطبقة 10 كم
- البوق 21 كم

## الخدمات
- يوجد بها مساجد وجامع ومدارس ومحطات وقود